# 스테판 차르니에츠키
스테판 차르니에츠키(폴란드어: Stefan Czarniecki, 1599년 ~ 1665년 2월 16일)는 폴란드의 귀족, 장군이자 군 사령관이다.

## 생애
폴란드의 귀족인 슐라흐타 가문 가운데 하나인 차르니에츠키가(Czarniecki) 출신이며 1610년대에 군사 관련 교육을 받았다. 1621년에 일어난 호틴 전투에서 폴란드-리투아니아 연방 군대 진영에 참전하면서 오스만 제국 군대를 물리쳤다. 1633년에는 폴란드의 브와디스와프 4세 바사 국왕에 의해 폴란드-리투아니아 연방 군대에 다시 소집되었고 러시아 차르국과의 스몰렌스크 전쟁에 참전했다.
1648년 보흐단 흐멜니츠키가 일으킨 흐멜니츠키 봉기의 전투인 조우티보디(Zhovti Vody) 전투에 참전했지만 패전하고 만다. 1649년 8월 17일 폴란드-리투아니아 연방은 보흐단 흐멜니츠키가 이끄는 카자크 부대와의 즈보리우(Zboriv) 조약을 체결하게 된다. 1651년 차르니에츠키가 이끄는 폴란드 군대는 베레스테츠코 전투에서 보흐단 흐멜니츠키가 이끄는 카자크 부대를 물리쳤다.
1655년에는 칼 10세 구스타브 국왕이 이끄는 스웨덴 군대가 크라쿠프를 점령했다. 차르니에츠키가 이끄는 폴란드 군대는 비록 2개월 동안에 걸친 전투에서 패전했지만 끈질긴 항전 의지를 보여주었다. 1656년에는 폴란드 군대의 사령관인 헤트만으로 임명되었지만 폴란드 군대가 고웡프(Gołąb) 전투에서 스웨덴 군대에게 패배하면서 퇴각하게 된다.
폴란드의 얀 2세 카지미에시 바사 국왕이 폴란드-리투아니아 연방의 수도인 바르샤바로 귀환한 이후에는 스웨덴 군대와의 전투에서 게릴라 전술을 구사하면서 폴란드를 스웨덴의 침공으로부터 지켜냈다. 1664년 7월 22일부터 1665년 1월 2일까지 키이우 지사를 역임했다.
폴란드에서는 대홍수 시대에 폴란드를 지켜낸 영웅 가운데 한 사람으로 추앙받고 있다. 폴란드의 국가인 《폴란드는 아직 죽지 않았다》에서는 "스테판 차르니에츠키가 포즈난에 돌아와서 스웨덴인들과 싸운 것과 같이 우리는 조국을 지키기 위해 바다를 건너올 것이다."라는 가사가 등장한다.